# Adaníja Šiblíová
Adaníja Šiblíová (* 1974 v Šiblí – Umm al-Ghanam) je palestinská spisovatelka. Píše v arabštině a věnuje se próze, dramatu i esejistice.
Vystudovala žurnalistiku na Hebrejské univerzitě v Jeruzalémě a doktorát získala na University of East London. První texty jí vydal roku 1996 Mahmúd Darwíš v časopise Al-Karmel. Spolupracovala s Palestinským národním divadlem v Ha-Mošava ha-Amerika'it. Byla zařazena do projektu Beirut39 pro nadané arabské autory mladší čtyřiceti let a získala literární cenu al-Kattánovy nadace. Přispívá do časopisu Die Zeit a přednáší na Univerzitě v Bir Zajt.
V roce 2017 vydala román Tafsíl thánawí (Podružný detail), jehož děj vychází z případu arabské ženy znásilněné izraelskými vojáky v roce 1949. Za toto dílo byla nominována na Mezinárodní Man Bookerovu cenu a na americkou National Book Award v kategorii překladové literatury. Sklidila ale také kritiku, např. Maxim Biller označil v Süddeutsche Zeitung knihu za antisemitskou propagandu.
Na Frankfurtském knižním veletrh jí měla být za Podružný detail předána cena organizace LitProm pro spisovatelky z rozvojových zemí. Po vypuknutí války Izraele s Hamásem se pořadatelé rozhodli ceremoniál odložit. Tento krok kritizovali Slavoj Žižek, Richard Flanagan, Annie Ernauxová, William Dalrymple a Olga Tokarczuková, solidaritu spisovatelce vyjádřila také berlínská pobočka PEN klubu. Asociace arabských nakladatelů na protest ohlásila bojkot veletrhu.
Šiblíová podala žalobu na deník Die Tageszeitung, který ji označil za aktivistku hnutí BDS, hamburský soud však žalobu zamítl s poukazem na svobodu slova.